# Kate Gynther
Kate Gynther, född 5 juli 1982 i Brisbane, är en australisk vattenpolospelare. Hon är styvsyster till Melissa Rippon och Rebecca Rippon.
Gynther har representerat Australien i tre OS. Hon gjorde sju mål i OS-turneringen 2004 där Australien kom på fjärde plats och tretton mål i OS-turneringen 2008 där Australien tog brons. I London tog Australien brons på nytt och Gynther gjorde tio mål.
Gynther tog VM-silver i samband med världsmästerskapen i simsport 2007 i Melbourne.